# Anabarhynchus huttoni
Anabarhynchus huttoni är en tvåvingeart som beskrevs av Lyneborg 1992. Anabarhynchus huttoni ingår i släktet Anabarhynchus och familjen stilettflugor. Inga underarter finns listade i Catalogue of Life.